# Franz Seraph von Porcia
Franz Seraph von Porcia, IX principe di Porcia, in italiano Francesco Serafino Porcia indicato anche come Porzia o Portia (Gonowitz, 20 marzo 1755 – Venezia, 14 febbraio 1827), è stato un nobile e politico austriaco.

## Biografia
Figlio del conte Alois (1713-?) e di sua moglie Elena Laurini (m. 1763), Franz Seraph von Porcia nacque a Gonowitz nel 1755. 
Ricevette un'ottima educazione ed il 4 febbraio 1777, a soli 22 anni, sposò una nobildonna ungherese, la baronessa Barbara von Jöchlingen, con un   matrimonio morganatico che lo pose in contrasto con suo fratello maggiore, l'allora principe Joseph Johann von Porcia. Per questo motivo, Franz Seraph decise di ritirarsi a vita privata e Krottendorf, in una modesta abitazione non lontano da Graz, dove ebbe modo di occuparsi liberamente di botanica per quasi un anno e mezzo prima che suo fratello non gli chiedesse di ritornare a vivere al castello di Ortenburg. Intanto un cardinale amico di famiglia, venuta a sapere della sua condizione, lo aveva invitato a recarsi a Roma con la moglie, promettendogli un incarico onorifico presso la corte pontificia; Franz Seraph accettò quest'ultima offerta. Partito alla volta dell'Urbe,  a Bologna venne a sapere della morte dell'amico cardinale e per questo decise di ripiegare a Firenze, dove divenne infermiere presso l'ospedale dei poveri presso Santa Maria Novella. L'allora granduca Pietro Leopoldo di Toscana, venuta a conoscenza della sua presenza in città, lo chiamò a corte e gli chiese il motivo di questa sua insolita attività : lui rispose di volersi mettere a disposizione del prossimo, in particolare se povero. Pur ammirando il suo spirito umanitario, il granduca si offrì di mediare con la sua famiglia e gli diede i mezzi per fare ritorno a Graz.
Franz Seraph riprese il viaggio verso nord e si fermò al castello di Porcia, di proprietà della sua famiglia, dove ebbe di nuovo l'occasione per dare libero sfogo al suo innato senso di carità. A Palmanova venne a sapere che suo fratello non intendeva più vederlo né considerarlo, essendogli giunta una voce errata che a Firenze Franz Seraph aveva abusato della professione di medico, uccidendo un gran numero di malati all'ospedale locale. Si spostò quindi a Senošetz, in Carniola, per rivedere il suo maestro e tutore che morì poco dopo, e quindi viaggiò verso Gonowitz, sua città natale, e poi sino a Graz dove ricevette una lettera del fratello che si scusava con lui e lo invitava a riconciliarsi. Qualche tempo dopo Joseph si ammalò gravemente mentre si trovava al castello di Spittal e  Franz Seraph si precipitò da lui ma venne bloccato dagli intrighi di chi negli anni lo aveva osteggiato e dai domestici che di lui non si fidavano, vedendolo come la pecora nera della famiglia:  non riuscì nemmeno ad avere un colloquio con il fratello, e dovette tornare a Graz. Poco tempo dopo, il governatore della Stiria gli portò la notizia della morte del principe e della sua successione al titolo di famiglia, che Franz Seraph assunse il 7 novembre 1785. 
Morì nel 1827 e lasciò il denaro per realizzare sulla strada tra Pordenone e Sacile, in un tratto assolato e senza luoghi di riparo, un abbeveratoio per animali e viandanti, oltre a delle panchine nei pressi di una sala aperta ombreggiata e una cappella. Dal suo matrimonio con la baronessa Barbara von Jöchlingen ebbe nove figli, ma fu suo cugino Alphons Gabriel chiamato a succedergli nel titolo di principe di Porcia.

## Carità e originalità
Divenuto principe, Franz Seraph dispose dei mezzi necessari per fare ulteriori opere di carità come ad esempio si narra che un giorno di Natale fece visita al villaggio di Urapsche che dipendeva dai suoi feudi e donò agli abitanti dei doni, sapendo che questi non avevano potuto muoversi dal borgo a causa di un'intensa nevicata che aveva reso praticabili le strade locali unicamente a piedi. Oltre ad essere un benefattore, Franz Seraph divenne noto al grande pubblico per essere sostanzialmente un eccentrico: durante la sua permanenza a Graz riceveva molti visitatori, per lo più curiosi, coi quali discuteva delle cose più strane. Sopra la porta della sua casa aveva fatto scrivere il motto latino: “Quid exigis videre, arundinem ventis agitatam?”. A Milano si spacciò per un commerciante di quadri e regalò ai presenti ad una festa di carnevale delle incisioni da lui fatte realizzare a tema del memento mori. Lo stesso suo ritratto rappresenta una singolarità per la sua epoca: ritratto a mezzobusto con un abito nero, indica con un dito il motto latino "Delicta juventutis meae et ignorantias meas ne memineris Domine". Sul tavolo davanti a lui sta un biglietto con la scritta latina "Esurientes implevit bonis, et divites dimisit inanes". Dietro la sua figura si trova quella di uno scheletro nella sua stessa posizione che con la mano indica la scritta: "Et in carne mea videbo Salvatorem meum". E come il ritratto egli tiene un biglietto col suo nome nell'altra mano, così lo scheletro regge un biglietto con la scritta: "Sustinuit anima mea in verbo ejus".

## Albero genealogico
|                                                   |  |                                      | Genitori                           |  |  | Nonni |  |  | Bisnonni                                              |  |  | Trisnonni                  |  |
|                                                   |  |                                      |                                    |  |  |       |  |  | Hyeronimus Askanius von Porcia, IV principe di Porcia |  |  | Ferdinand Guido von Porcia |  |
|                                                   |  |                                      |                                    |  |  |       |  |  | Hyeronimus Askanius von Porcia, IV principe di Porcia |  |  | Ferdinand Guido von Porcia |  |
|                                                   |  | Elisabetta Valmarana                 |                                    |  |  |       |  |  | Hyeronimus Askanius von Porcia, IV principe di Porcia |  |  |                            |  |
| Hannibal Alphons von Porcia, V principe di Porcia |  |                                      |                                    |  |  |       |  |  | Hyeronimus Askanius von Porcia, IV principe di Porcia |  |  |                            |  |
|                                                   |  | Luisa di Polcenigo                   |                                    |  |  |       |  |  |                                                       |  |  |                            |  |
|                                                   |  |                                      |                                    |  |  |       |  |  |                                                       |  |  |                            |  |
|                                                   |  |                                      |                                    |  |  |       |  |  |                                                       |  |  |                            |  |
| Alois von Porcia                                  |  |                                      |                                    |  |  |       |  |  |                                                       |  |  |                            |  |
|                                                   |  | Wilhelm Johann Anton von und zu Daun | Philipp Ernst von Daun             |  |  |       |  |  |                                                       |  |  |                            |  |
|                                                   |  | Wilhelm Johann Anton von und zu Daun | Philipp Ernst von Daun             |  |  |       |  |  |                                                       |  |  |                            |  |
|                                                   |  | Wilhelm Johann Anton von und zu Daun | Maria Ursula Groschlag von Diepurg |  |  |       |  |  |                                                       |  |  |                            |  |
| Dorothea Katharina Wilhelmine von und zu Daun     |  | Wilhelm Johann Anton von und zu Daun |                                    |  |  |       |  |  |                                                       |  |  |                            |  |
|                                                   |  | Anna Maria Magdalene von Althann     | Eustachius Rudof von Althann       |  |  |       |  |  |                                                       |  |  |                            |  |
|                                                   |  | Anna Maria Magdalene von Althann     | Eustachius Rudof von Althann       |  |  |       |  |  |                                                       |  |  |                            |  |
|                                                   |  | Anna Maria Magdalene von Althann     | Anna Margareta von Teuffenbach     |  |  |       |  |  |                                                       |  |  |                            |  |
| Franz Seraph von Porcia, IX principe di Porcia    |  | Anna Maria Magdalene von Althann     |                                    |  |  |       |  |  |                                                       |  |  |                            |  |
|                                                   |  |                                      |                                    |  |  |       |  |  |                                                       |  |  |                            |  |
|                                                   |  |                                      |                                    |  |  |       |  |  |                                                       |  |  |                            |  |
|                                                   |  |                                      |                                    |  |  |       |  |  |                                                       |  |  |                            |  |
|                                                   |  |                                      |                                    |  |  |       |  |  |                                                       |  |  |                            |  |
|                                                   |  |                                      |                                    |  |  |       |  |  |                                                       |  |  |                            |  |
|                                                   |  |                                      |                                    |  |  |       |  |  |                                                       |  |  |                            |  |
|                                                   |  |                                      |                                    |  |  |       |  |  |                                                       |  |  |                            |  |
| Elena Laurini                                     |  |                                      |                                    |  |  |       |  |  |                                                       |  |  |                            |  |
|                                                   |  |                                      |                                    |  |  |       |  |  |                                                       |  |  |                            |  |
|                                                   |  |                                      |                                    |  |  |       |  |  |                                                       |  |  |                            |  |
|                                                   |  |                                      |                                    |  |  |       |  |  |                                                       |  |  |                            |  |
|                                                   |  |                                      |                                    |  |  |       |  |  |                                                       |  |  |                            |  |
|                                                   |  |                                      |                                    |  |  |       |  |  |                                                       |  |  |                            |  |
|                                                   |  |                                      |                                    |  |  |       |  |  |                                                       |  |  |                            |  |
|                                                   |  |                                      |                                    |  |  |       |  |  |                                                       |  |  |                            |  |
|                                                   |  |                                      |                                    |  |  |       |  |  |                                                       |  |  |                            |  |